# Marc Trebel·li Màxim
Marc Trebel·li Màxim (en llatí: Marcus Trebellius Maximus) va ser un magistrat romà del segle i.
Va ser nomenat cònsol l'any 56 i el 61 va formar part d'una comissió per revisar el cens i les taxes de la Gàl·lia, juntament amb Quint Volusi Saturní i Tit Sexti Africà. Saturní i Africà eren rivals i tots dos sentien una profunda aversió cap a Trebel·li, que va saber jugar amb aquest fet per treure'n el millor profit de la situació, enfrontant l'un amb l'altre. L'any 63 Neró el va nomenar governador de Britànnia per substituir Gai Petroni Turpilià.
Un cop a l'illa, continuà amb la política de consolidació dels seus predecessors i no conquerí nou territori, però va ser odiat per l'exèrcit per la seva avarícia i inactivitat. Va continuar amb la romanització de la província, va refundar Camulodunum (destruït durant la Revolta de Boudica) i sota el seu mandat Londres va créixer com a ciutat mercantil.
L'any 67 la província era prou segura per permetre la retirada de la Legió XIV Gemina, si bé, la manca d'activitat i d'oportunitats de botí provocaren cert descontentament entre la resta de legions de la província. La manca d'experiència militar feu que Trebel·li es veiés incapaç de restaurar la disciplina i un posterior conflicte amb Marc Rosci Celi, comandant de la Legió XX Valèria Victrix, encara empitjorà les coses, posant en dubte la seva autoritat.
L'any 69, l'any dels quatre emperadors, Britànnia no va proposar cap candidat per reemplaçar Neró, com feren altres regions. En lloc d'això, Roscius Coelius va liderar una revolta que obligà a Trebel·li a fugir de l'illa. Amb algunes unitats de les seves legions va lluitar al costat de Vitel·li. Un cop Vitel·li es va consolidar com a vencedor i nou emperador, no el va restituir a Britànnia i designà a Marc Veti Bolà com a governador.